# Tomb Raider (gra komputerowa 2013)

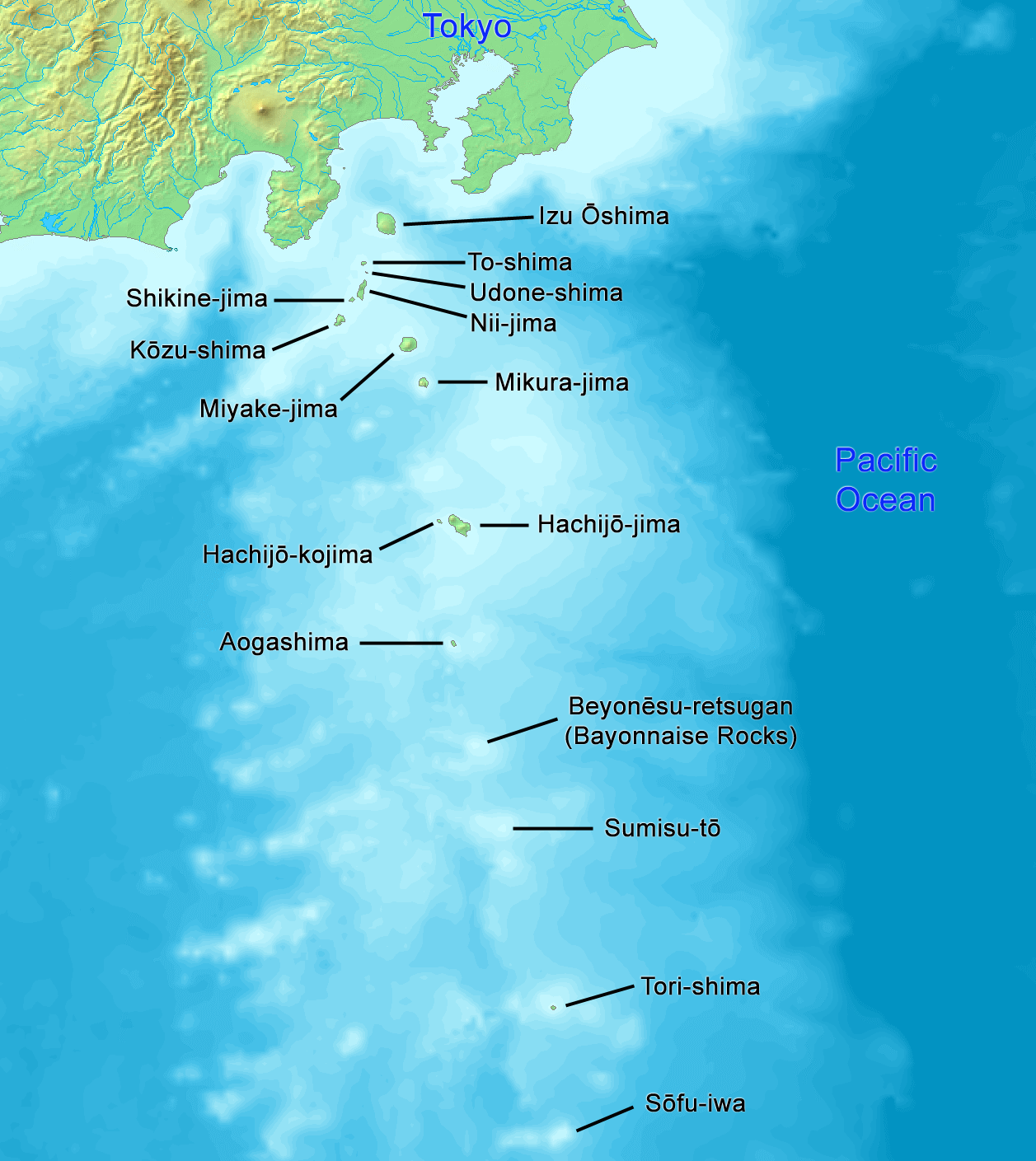
Mapa wysp Izu, leżących w centrum Smoczego Trójkąta

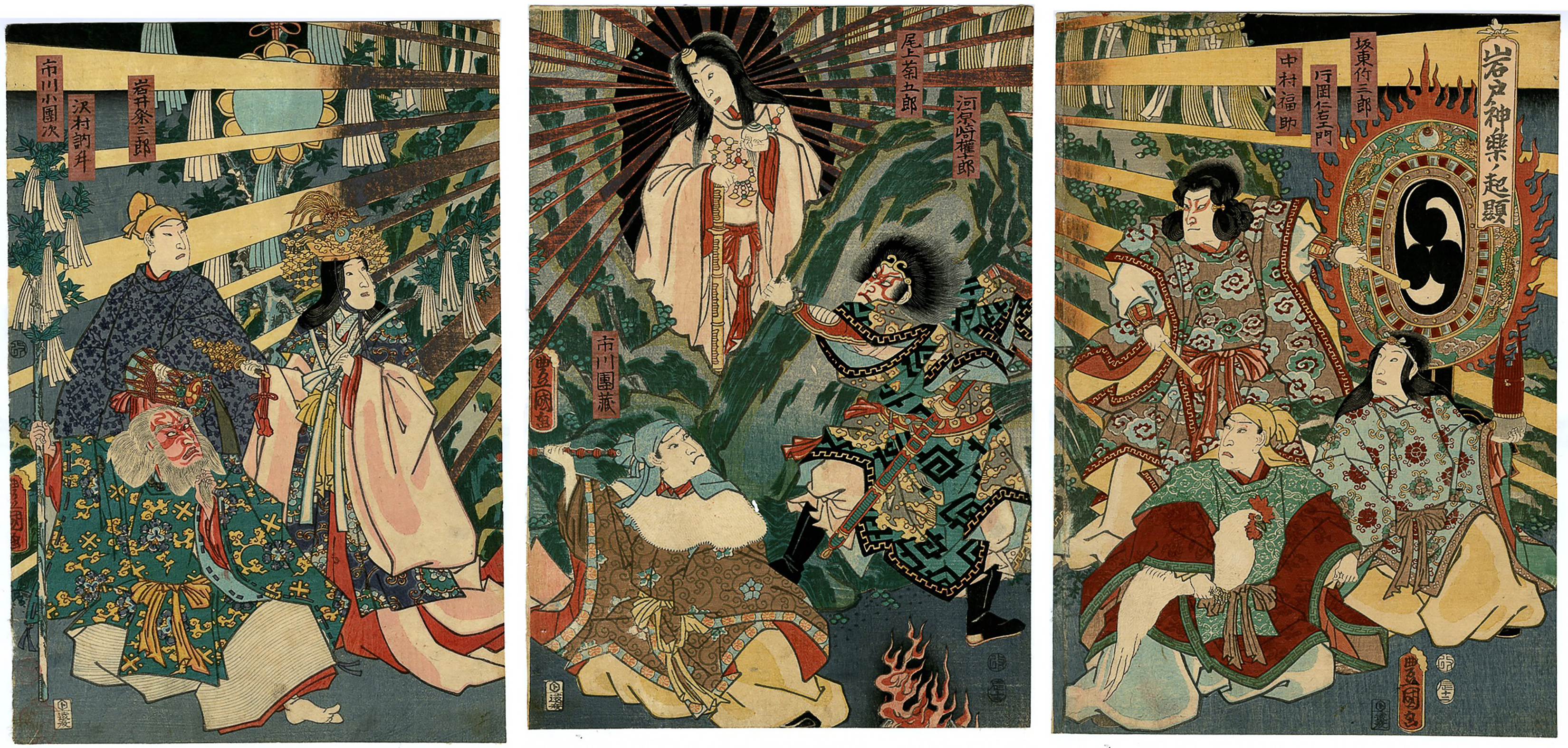
Amaterasu, japońska bogini słońca, stanowiąca inspirację dla Himiko z gry

Tomb Raider (wymowa tu:m `reɪdə(r)) – przygodowa gra akcji z 2013 roku, stworzona przez Crystal Dynamics, wydana przez Square Enix. Jest dziesiątą pełnowymiarową grą z serii Tomb Raider. Premiera na platformy Microsoft Windows, Xbox 360 i PlayStation 3 miała miejsce 5 marca 2013, na platformy Xbox One i PlayStation 4 – 28 stycznia 2014 (31 stycznia w Europie), z kolei na platformę Mac OS X – 23 stycznia 2014. Gra stanowi drugi, po Tomb Raider: Legendzie, reboot serii.
Akcja Tomb Raider rozgrywa się na wyspie Yamatai, na którą po zatonięciu statku trafiają Lara Croft i członkowie załogi statku, którym podróżowali. Bohaterka musi przetrwać na wyspie, ścigana przez członków groźnego kultu. Rozgrywka w dużym stopniu skupia się na elementach survivalu, chociaż element eksploracji, na który kładziono największy nacisk w poprzednich odsłonach, również jest obecny w grze – podczas swobodnego przemieszczania się po wyspie i eksplorowania rozsianych po niej grobowców.
Tomb Raider jest pierwszą odsłoną serii wydaną przez Square Enix po przejęciu Eidos Interactive w 2009 roku, jak również pierwszą, w której zaimplementowano tryb gry wieloosobowej. Prace nad grą rozpoczęły się w 2008 roku, niedługo po premierze Tomb Raider: Underworld. W 2010 roku ogłoszono, że Keeley Hawes, dotychczas użyczająca Croft głosu i grająca ją podczas sesji motion capture, zostanie zastąpiona przez Camillę Luddington (głos bohaterki i sesje performance capture).
Tomb Raider spotkał się z bardzo pozytywnym przyjęciem krytyków, chwalących m.in. oprawę graficzną, rozgrywkę, rozwój postaci głównej bohaterki oraz Luddington wcielającą się w Larę, krytykujących jednak tryb gry wieloosobowej. W ciągu 48 godzin od premiery sprzedano milion egzemplarzy gry, natomiast do końca listopada 2017 roku ponad 11 mln egzemplarzy. 28 stycznia 2014 na konsolach Xbox One i PlayStation 4 ukazała się odświeżona wersja gry, zatytułowana Tomb Raider: Edycja ostateczna.

## Fabuła

### Postacie
Gracz sprawuje kontrolę nad Larą Croft, młodą i ambitną absolwentką archeologii, której teorie na temat położenia zaginionego królestwa Yamatai przekonały rodzinę Nishimurów – potomków ludu Yamatai – do zorganizowania wyprawy mającej na celu jego odnalezienie. Ekspedycją dowodzi doktor James Whitman, archeolog-celebryta zmagający się z widmem bankructwa. Pozostałymi członkami wyprawy są: Conrad Roth – były żołnierz Royal Marines, obecnie zajmujący się poszukiwaniem przygód mentor Lary i przyjaciel rodziny Croftów; Samantha „Sam” Nishimura – przyjaciółka Lary i przedstawicielka rodziny Nishimurów realizująca film dokumentalny z wyprawy; Joslyn Reyes – sceptyczna i temperamentna mechanik; Jonah Maiava – imponującej postury rybak wierzący w istnienie zjawisk paranormalnych; Alex Weiss – specjalista od elektroniki oraz Angus „Grim” Grimaldi, gburowaty sternik okrętu Endurance, którym podróżuje ekspedycja.

### Miejsce akcji
Akcja gry osadzona jest na Yamatai, wyspie znajdującej się w Smoczym Trójkącie u wybrzeży Japonii. Wyspa, jak i istniejące na niej kiedyś królestwo, owiane są nimbem tajemnicy, ponieważ potężne sztormy i usiane wrakami statków wybrzeże zniechęcają większość potencjalnych śmiałków do jej zbadania. Królestwo Yamatai rządzone było przez królową Himiko, znaną jako Słoneczna Królowa, która według legendy posiadała moce pozwalające jej sprawować kontrolę nad pogodą. Niewiele wiadomo o historii Yamatai po śmierci Himiko poza tym, że niedługo później wyspa okryła się złą sławą Podczas eksploracji wyspy gracz odnajduje dowody świadczące, że na przestrzeni wieków działali na niej m.in. portugalscy kupcy, United States Marine Corps i japońskie wojsko.
Wyspa zasiedlona jest przez Bractwo Solarii – okrutny kult składający się z przestępców, najemników i rozbitków ze statków. Solarii założyli własne społeczeństwo czczące Himiko, mające określoną strukturę społeczną i zbiór praw, dążące do określonych celów, które Croft zmuszona będzie poznać, aby uciec z wyspy.

### Fabuła
Źródło: Game Rant, A World on a Page
Lara Croft wraz z załogą Endurance stara się odnaleźć zaginione królestwo Yamatai. Za jej sugestią i wbrew radom dowodzącego ekspedycją doktora Whitmana załoga wyrusza do położonego na wschód od Japonii Smoczego Trójkąta. Wskutek nagłego sztormu statek rozpada się na dwoje, a rozbitkowie w wyniku katastrofy zostają uwięzieni na odizolowanej od świata wyspie. Po dotarciu na brzeg Croft zostaje rozdzielona od reszty. Poszukując pozostałych rozbitków z wyprawy natrafia na kolejne dowody świadczące o tym, że wyspa jest zamieszkała. Ostatecznie udaje jej się odnaleźć Sam i mężczyznę imieniem Mathias, twierdzącego, że podobnie jak one jest rozbitkiem. Croft zasypia z wycieńczenia, kiedy Sam opowiada Mathiasowi legendę o Himiko. Gdy się budzi, po Sam i Mathiasie nie ma ani śladu.
Lara zostaje odnaleziona przez pozostałych ocalałych z Endurance, którzy postanawiają się rozdzielić – Whitman i Croft wyruszają na poszukiwania wciąż zaginionego Rotha, pozostali rozpraszają się z zamiarem odnalezienia Sam i Mathiasa. Podczas przemierzania wyspy Lara i Whitman odkrywają, że jej mieszkańcy czczą królową Himiko, co potwierdza, że odnaleźli Yamatai. Dotarłszy do świątyni wzniesionej ku czci Słonecznej Królowej zostają porwani przez wyspiarzy i przeniesieni do obozowiska, w którym przebywają już pozostałe osoby ocalałe z katastrofy Endurance. Rozbitkowie podejmują próbę ucieczki. Croft oddziela się od Whitmana i próbuje się ukryć, ale zostaje znaleziona przez Władimira, jednego z przywódców wyspiarzy. Wywiązuje się walka, w wyniku której Lara w samoobronie zabija napastnika. Podejmuje decyzję o wyruszeniu w góry, aby spotkać się tam z Rothem. Po jego odnalezieniu wspina się na szczyt góry, chcąc dotrzeć do wieży radiowej i nawiązać łączność ze światem zewnętrznym, żeby wezwać pomoc.
Po wezwaniu samolotu ratunkowego Croft widzi tworzącą się na czystym niebie burzę, w wyniku której samolot rozbija się, a tajemniczy głos oświadcza, że nikt nie opuści wyspy. Czując się odpowiedzialna za śmierć pilotów Lara traci wolę walki i jest gotowa zginąć z rąk wyspiarzy. Niedługo później nawiązuje łączność z Aleksem i Reyes, którzy informują ją, że Sam została porwana przez mieszkańców wyspy, brutalnych kultystów znanych jako Bractwo Solarii. Znajdująca się najbliżej Sam Lara podejmuje próbę uratowania jej, którą udaremnia Mathias, w rzeczywistości będący przywódcą solarii. Nakazuje zabicie Lary, ta jednak zostaje uratowana w wyniku interwencji dziwnych stworzeń, nazywanych przez miejscowych oni (demony z folkloru japońskiego), i zabrana przez nie do starożytnego klasztoru położonego w górach. Po udanej ucieczce Croft dociera do komnaty rytualnej, w której dowiaduje się o „rytuale ognia”, mającym na celu wybranie następczyni Słonecznej Królowej podczas ceremonii zwanej Wyniesieniem. Przerażonej Sam udaje się porozumieć z Croft, której wyjawia, że w ramach ceremonii solarii podpalą ją. Larze udaje się dotrzeć do fortecy solarii, gdzie spotyka Grima ściganego przez miejscowych. Grim podejmuje nieudaną próbę obezwładnienia porywaczy, w wyniku której ponosi śmierć. Pojawia się Roth, z którego pomocą Larze udaje się zinfiltrować pałac, w którym widzi, jak Mathias poddaje Sam rytuałowi ognia. Croft próbuje uratować dziewczynę, co jednak udaremniają solarii. W trakcie rytuału nagły podmuch wiatru gasi ogień, co według kultystów oznacza, że jest ona prawowitą następczynią tronu Słonecznej Królowej.

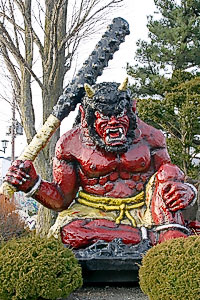
Rzeźba przedstawiająca oni, demona zamieszkującego Yamatai

Podczas kolejnej ucieczki Lara wpada na pozostałych członków Endurance, którzy próbując uratować Samanthę również wpadli w niewolę. Wspierana przez Whitmana, któremu udało się wynegocjować u Mathiasa odrobinę swobody, wraca do pałacu uratować Sam, podczas gdy Roth zdobywa śmigłowiec. Widząc ponownie zbierającą się burzę, Lara każe uciekać Sam pieszo, próbując zmusić pilota do lądowania. Śmigłowiec rozbija się; Croft cudem przeżywa katastrofę, a opiekę nad nią sprawuje Roth. Pojawiają się jednak Mathias i solarii – Roth, chcąc chronić Larę, przyjmuje na siebie przeznaczoną dla niej kulę. Opłakując śmierć Rotha, Lara akceptuje fakt, że burze nie są naturalne, tylko w jakiś sposób powiązane ze Słoneczną Królową próbującą nie dopuścić do tego, aby ktokolwiek opuścił wyspę. Dociera do pozostałych rozbitków, którym udało zdobyć się łódź, którą mają zamiar uciec z wyspy. Dołącza do nich Whitman, twierdząc, że udało mu się uciec, Croft podejrzewa jednak, że współpracuje on z kultystami. Lara wyrusza do wraku Endurance w poszukiwaniu Aleksa, który kilka godzin wcześniej poszedł w to samo miejsce znaleźć narzędzia konieczne do naprawy łodzi. Znajduje go uwięzionego na podpokładzie. Podczas próby oswobodzenia pojawiają się Solarii – Alex poświęca życie, aby dziewczyna mogła uciec z wraku z narzędziami.
Podczas ucieczki bohaterka znajduje dowody świadczące, że podczas II wojny światowej japońskie wojsko i naziści wysyłali na wyspę ekspedycje naukowe mające na celu okiełznanie burz i wykorzystanie ich jako broń. Wyrusza do położonego na wybrzeżu starożytnego grobowca, gdzie znajduje szczątki wysokiego rangą samuraja, który popełnił seppuku. W pozostawionej przy sobie notce wyjawia, że był generałem strzegącej Himiko Burzowej Gwardii, a następczyni królowej wolała odebrać sobie życie, przez co po śmierci Słoneczna Królowa została uwięziona w swoim ciele, a burze nawiedzające wyspę są manifestacją jej gniewu. Lara zdaje sobie sprawę, że Wyniesienie nie jest ceremonią ukoronowania nowej królowej, a rytuałem mającym na celu przeniesienie duszy Himiko do ciała innej osoby. Duch Himiko pragnie opuścić rozkładające się od wieków ciało, natomiast Mathias planuje złożyć Sam w ofierze jako nową nosicielkę. Po powrocie na plażę Lara dowiaduje się, że Whitman zdradził rozbitków, porywając Sam z zamiarem przekazania jej Mathiasowi. Lara, Jonah i Reyes udają się w górę rzeki do klasztoru, aby uratować dziewczynę. W momencie ich przybycia Whitman zostaje zabity przez oni, Croft zaś, przedzierając się przez zastępy straży królowej, dociera na szczyt klasztoru w momencie rozpoczęcia przez Mathiasa rytuału Wyniesienia. Dziewczyna, eliminując solarii i strażników, dociera do Mathiasa, zabijając go w ostatniej chwili, ratując tym samym Samanthę. Po ustaniu burz pozostali przy życiu opuszczają wyspę i zostają uratowani przez załogę frachtowca. Podczas gdy reszta załogi Endurance wraca do domów, Lara stwierdza, że na świecie istnieje zbyt wiele mitów czekających na ich odkrycie i rozwiązanie.

## Rozgrywka
Wydarzenia w Tomb Raiderze przedstawione są z perspektywy trzeciej osoby, w której gracz animuje postać Lary Croft. Bohaterka może eksplorować powierzchnię całej wyspy, podzielonej jednak na obszary, których centralnym punktem są obozowiska. W ramach poszczególnych obszarów wykonywać można dodatkowe zadania i aktywności, jednak swobodne przemieszczanie się pomiędzy nimi jest możliwe dopiero po ukończeniu głównego wątku fabularnego – we wcześniejszych etapach osiągnięcie kolejnych obszarów jest niemożliwe bez zdobycia odpowiedniego narzędzia, na przykład czekana. Pomiędzy odblokowanymi obozowiskami można przenosić się dzięki opcji szybkiej podróży. Wiele ruchów Lary zostało zachowanych z poprzednich gier stworzonych przez Crystal Dynamics, jednak część z nich – przede wszystkim system skradania się, mający w tej odsłonie dużo większe znaczenie – została znacząco usprawniona. Integralną częścią rozgrywki są sekwencje quick time event, aktywowane z reguły w momentach krytycznych bądź wymagających pośpiechu, jak np. na samym początku, kiedy bohaterka musi wyciągnąć z ciała odłamek metalu, a następnie uciec z walącej się jaskini. Liczne elementy systemu walki zostały zapożyczone z serii Uncharted, w tym m.in. możliwość swobodnego strzelania z łuku i znajdowanych broni, walka w zwarciu czy morderstwa z ukrycia. Jedną z umiejętności Lary jest tak zwany instynkt przetrwania – tryb, w którym podświetlone zostają przedmioty do zebrania, wrogowie oraz elementy, które można wykorzystać do rozwiązania zagadek środowiskowych. W grze wprowadzono również typowy dla gier fabularnych system rozwoju postaci: za wykonywanie określonych czynności czy wyzwań bohaterka zdobywa punkty doświadczenia, które następnie może wydać na modyfikację wybranych zdolności, jak np. ulepszenie kołczanu, co pozwala nosić więcej strzał. Znajdowany na wyspie złom można wykorzystać do ulepszenia bądź spersonalizowania broni. Zaimplementowany został również system rozwoju postaci, pozwalający zdobywać lepsze przedmioty, broń i wyposażenie, jednak w większości przypadków powiązany jest on z wydarzeniami z głównego wątku fabularnego. Według szacunków dewelopera przejście kampanii fabularnej zajmuje około 12–15 godzin, jednak poza tym gra oferuje zadania poboczne, eksplorację wyspy, odwiedzanie odkrytych wcześniej lokacji oraz szabrowanie rozsianych po wyspie grobowców.

### Gra wieloosobowa
Tryb gry wieloosobowej w grze został opracowany przez kanadyjskie studio Eidos Montreal, producenta gry Deus Ex: Bunt ludzkości. W każdym meczu biorą udział dwie drużyny (czworo rozbitków i czworo szabrowników) rywalizujące w jednej z trzech konkurencji na jednej z pięciu map. Pierwsza konkurencja, „drużynowy deathmatch”, to standardowa rozgrywka PvP, w której drużyny walczą przeciwko sobie, a wygrywa ta, która zabije członków konkurencyjnej w trzech meczach. Konkurencja „ratunek” to wariacja na temat trybu capture the flag, w której w ciągu dziesięciu minut drużyna rozbitków musi zdobyć zapasy medyczne i przenieść je w wyznaczone miejsca na mapie, podczas gdy szabrownicy muszą osiągnąć odpowiednią ilość zabójstw. W konkurencji „wołanie o pomoc” rozbitkowie muszą obronić nadajniki radiowe i zdobyć do nich baterie, będąc ściganymi przez szabrowników. We wszystkich trzech konkurencjach zaimplementowano znane z gry jednoosobowej rodzaje broni i zniszczalne otoczenie.

## Historia produkcji

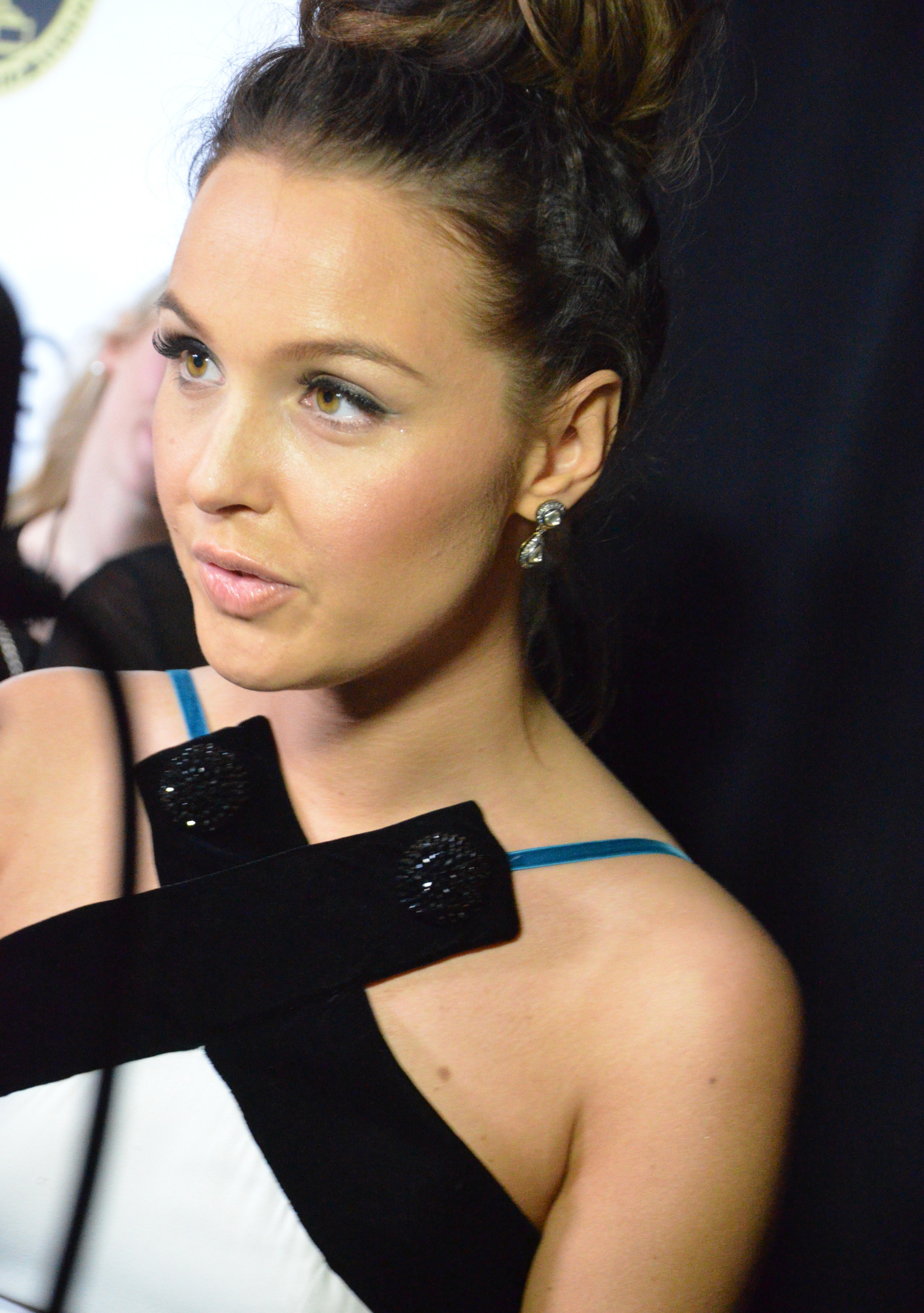
Camilla Luddington, użyczająca głosu Larze Croft w angielskiej wersji gry i odgrywająca postać podczas sesji performance capture

Po premierze Tomb Raider: Underworld, Crystal Dynamics zostało podzielone na dwa zespoły, z których pierwszy pracował nad następną pełnoprawną odsłoną franczyzy, a drugi nad spin-offem Lara Croft and the Guardian of Light. W listopadzie 2010 roku, przed oficjalną zapowiedzią nowej gry z serii, Square Enix zarejestrowało slogan reklamowy „A survivor is born” (w Polsce grę reklamowano sloganem „Narodziny legendy”). 6 grudnia wydawca ogłosił, że nowa gra znajduje się w produkcji od dwóch lat. Darrell Gallagher, prezes studia, podkreślił, że należy zapomnieć o przygodach Lary z poprzednich części serii – akcja będzie obracać się wokół losów bohaterki z czasów jej młodości, pokazując jak kształtował się jej charakter. W styczniu 2011 roku magazyn „Game Informer” zamieścił na swoich łamach specjalny materiał poświęcony powstającej grze.
W styczniu 2012 roku Karl Stewart, dyrektor ds. globalnego marketingu Crystal Dynamics, zapytany, czy gra pojawi się na konsoli Wii U, odpowiedział, że studio nie planuje takiej wersji. Jak stwierdził, „nie byłoby w porządku” po prostu przeportować grę na konsolę Nintendo, ponieważ wersja na każdą platformę docelową opracowywana była z myślą o jej możliwościach na długo przed ogłoszeniem Wii U. W maju 2012 roku Gallagher zapowiedział, że premiera gry została przesunięta na pierwszy kwartał 2013 roku. Argumentował to koniecznością dopracowania produktu.
Wersja gry przeznaczona na konsolę PlayStation 4 nie posiada zablokowanej liczby wyświetlanych klatek na sekundę, wahając się od 32 do 60. Wersja na Xboksa One obsługuje wyłącznie prędkość 30 klatek na sekundę. Oba wydania dostępne są w rozdzielczości 1080p.

### Model Lary Croft
Podobnie jak w przypadku Underworld, do animacji modelu Lary Croft użyto technologii performance capture. Gra stworzona została na autorskim silniku Crystal Dynamics zwanym Crystal Engine. Twarz Lary wzorowana jest ma twarzy modelki Megan Farquhar.

### Głos Lary Croft
Keeley Hawes, która użyczała głosu Larze Croft w Legendzie, Anniversary, Underworld i The Guardian of Light, nie została zatrudniona do podkładania głosu postaci w Tomb Raider, pozostaje jednak aktorką, której głosem Croft przemawiała w angielskiej wersji językowej największą ilość razy. W grudniu 2010 roku Crystal Dynamics zdradziło w podcaście Game Informer, że poszukując odpowiedniego głosu przesłuchano dziesiątki aktorek. 26 czerwca 2012 roku ogłoszono, że w najnowszej części głosu głównej bohaterce użyczy Camilla Luddington, odgrywająca postać również podczas sesji performance capture. W polskiej wersji głosu Croft użycza Karolina Gorczyca, w japońskiej Yūko Kaida, w arabskiej Nadine Njeim, w niemieckiej Nora Tschirner, we francuskiej Alice David, we włoskiej Benedetta Ponticelli, w hiszpańskiej Guiomar Alburquerque Durán, a w rosyjskiej Polina Szerbakowa.

### Pokazy przedpremierowe
3 czerwca 2011 roku podczas Electronic Entertainment Expo zaprezentowano zwiastun Punkt zwrotny, stworzony przez wewnętrzne studio Crystal Dynamics – Visual Works. 31 maja 2012 roku w Internecie zaprezentowano nowy zwiastun przedstawiający gameplay, zdradzający, że gra nastawiona będzie bardziej na akcję, aniżeli rozwiązywanie zagadek środowiskowych. Zwiastun ujawnił również obecność na wyspie kilku niegrywalnych postaci, z których część – podobnie jak w poprzednich częściach – zdawała się przynależeć do złowrogiej organizacji. 4 czerwca 2012 roku, podczas konferencji Microsoftu na targach E3, zaprezentowano nowy gameplay, przedstawiający zniszczalne otoczenie, interakcję z otoczeniem, system skradania się przy użyciu łuku i strzał, quick time events i spadochroniarstwo. 27 października podczas EuroGamer Expo 2012 zaprezentowano zwiastun przedstawiający polowanie, eksplorację wyspy i pierwsze zabójstwo dokonane przez Larę. 8 grudnia podczas gali rozdania Spike Video Game Awards zaprezentowano zwiastun, którego prezentację poprzedziła przemowa Camilli Luddington, natomiast oprawę muzyczną do zwiastuna zapewniła orkiestra pod batutą Jasona Gravesa, odpowiedzialnego za skomponowanie muzyki do gry. Tydzień później serwis IGN rozpoczął Tomb Raider Week, podczas którego od poniedziałku do piątku prezentował nowe niepowtarzalne materiały, przedstawiające więcej szczegółów na temat systemu ulepszeń, narzędzi przetrwania i eksplorowania grobowców. Oficjalnie prace nad grą zakończyły się 8 lutego 2013 roku.

## Ścieżka dźwiękowa
Muzyka do gry skomponowana została przez Jasona Gravesa. Album z muzyką do gry wydany został 5 marca 2013 roku i zyskał uznanie krytyków.
21 grudnia 2010 roku na stronie magazynu „Game Informer” zamieszczony został podcast, zawierający m.in. „zajawkę utworu z gry” skomponowaną przez Aleksandara Dimitrijevicia. Niedługo później Karl Stewart, dyrektor ds. globalnego marketingu, wyjaśnił za pośrednictwem wpisu na Twitterze, że „Dimitrijević skomponował muzykę wyłącznie do zwiastuna. Nie podaliśmy jeszcze do wiadomości publicznej nazwiska kompozytora muzyki do gry”. 8 czerwca 2011 roku, po premierze zwiastuna Punkt zwrotny, Stewart stwierdził, że „muzyka, którą w nim usłyszeliście, nie jest autorstwa Aleksa Dimitrijevicia”. Dzień wcześniej community manager Meagan Marie napisała na oficjalnym blogu gry, że „Naszym celem jest dopilnowanie, aby w sklepach pojawiła się płyta ze ścieżką dźwiękową”. Stewart dodał: „mamy do czynienia z zupełnie nowym kompozytorem, który zatrudniony został zarówno do napisania muzyki do gry, jak i do tego zwiastuna” oraz że „więcej szczegółów zostanie ujawnione jeszcze w tym roku”.

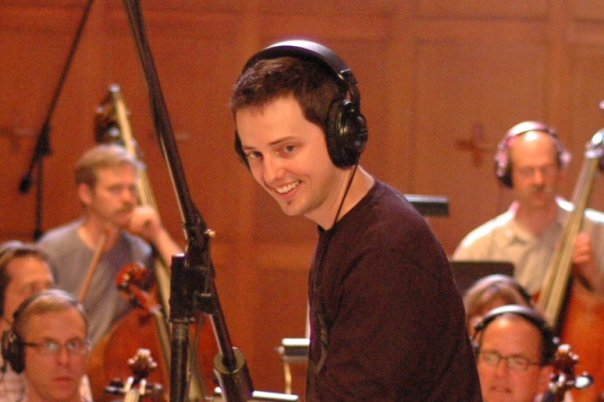
Jason Graves

W dokumencie Making of Turning Point realizator dźwięku Alex Wilmer wyjaśnił, że kompozytor, którego nazwiska jak dotąd jeszcze nie ujawniono, w ostatnim czasie wraz ze skrzypkiem nagrał w domu „bardzo osobisty” utwór. W czwartym podcaście z serii Crystal Habit, zamieszczonym na oficjalnym blogu gry 17 grudnia 2011 roku, Marie rozmawiała z Wilmerem i głównym realizatorem dźwięku Jackiem Grillo o ich współpracy z tajemniczym kompozytorem. Grillo stwierdził: „Pracujemy nad uwerturą, mającą dobrze podkreślić strukturę narracyjną gry. Nasz kompozytor tworzy rozmaite motywy muzyczne, mające dobrze wpasowywać się w całą grę”. Wilmer podkreślił, że muzyka kompozytora będzie dynamicznie dostosowywała się do gry.
W jednym z odcinków The Final Hours of Tomb Raider, zamieszczanych na YouTubie dzienników dewelopera, ujawniono, że kompozytorem muzyki jest Jason Graves. Wyjaśnił on, że jego styl muzyczny ukształtowany został przez Prokofjewa, Czajkowskiego i Pendereckiego. Poza swoim znakiem rozpoznawczym – orkiestrową stylistyką – jego celem było skomponowanie muzyki, która zrobi wrażenie na graczu, który na chwilę oderwie się od gry, gdy ją usłyszy. Współpracując z zaprzyjaźnionym archeologiem Mattem McConnellem, Graves stworzył specjalny instrument perkusyjny, zdolny wygenerować szeroką gamę nietypowych dźwięków, które następnie zmieszane zostały z muzyką orkiestrową. Tworząc główny motyw orkiestrowy, Graves użył wcześniejszej kompozycji napisanej na potrzeby Dead Space, aby pasował on do mrocznej atmosfery gry.

### Lista utworów
| Nr  | Tytuł utworu              | Długość |
| --- | ------------------------- | ------- |
| 1.  | „Adventure Found Me”      | 1:02    |
| 2.  | „The Scavenger's Den”     | 3:47    |
| 3.  | „Exploring the Island”    | 2:04    |
| 4.  | „First Blood”             | 4:26    |
| 5.  | „Reaching Roth”           | 3:17    |
| 6.  | „Infiltrating the Bunker” | 2:38    |
| 7.  | „A Call for Help”         | 6:31    |
| 8.  | „Entering Himiko’s Tomb”  | 3:07    |
| 9.  | „The Descent”             | 4:13    |
| 10. | „The One”                 | 5:40    |
| 11. | „The Scavenger’s Camp”    | 2:33    |
| 12. | „Paying Respects”         | 4:45    |
| 13. | „On the Beach”            | 6:49    |
| 14. | „Secret of the Island”    | 2:16    |
| 15. | „The Oni”                 | 4:32    |
| 16. | „Whitman’s Test”          | 5:10    |
| 17. | „Scaling the Ziggurat”    | 3:50    |
| 18. | „The Ritual”              | 4:05    |
| 19. | „A Survivor is Born”      | 3:12    |
| 20. | „The Tomb Raider”         | 0:51    |
|     |                           | 1:14:48 |

## Wydanie
Zgodnie z wcześniejszymi zapowiedziami, gra wydana została 5 marca 2013 roku na platformach Microsoft Windows, Xbox 360 i PlayStation 3. Wcześniej, 1 marca, wydana została w Australii, z kolei w Japonii niecałe dwa miesiące później – 25 kwietnia. Port na komputery Mac wydany został 23 stycznia 2014 roku przez Feral Interactive. Pod koniec stycznia 2014 roku na platformach Xbox One i PlayStation 4 ukazała się zaktualizowana wersja gry, Edycja ostateczna.

### Promocje przedpremierowe
Przed premierą Tomb Raider wiele sklepów na całym świecie oferowało dodatkowe przedmioty, mające zachęcić do zakupu gry w ich placówkach. Wśród przedmiotów dołączanych do przedpremierowych zamówień gry znalazły się: dodatkowy grobowiec „Samolot na bagnach”, czterdziestoośmiostronicowy komiks Tomb Raider: Początek w twardej oprawie, mapa „Miasto ubogich” do trybu gry wieloosobowej, kody uprawniające do pobrania za darmo Lara Croft and the Guardian of Light, trzydziestostronicowy artbook, dokument The Final Hours of Tomb Raider oraz dodatkowe skórki dla grywalnej postaci. Zamówienia przedpremierowe w Microsoft Store zasilały konto zamawiającego punktami Microsoftu do wykorzystania w usłudze Xbox Live, z kolei na platformie Steam, poza przedmiotami do wykorzystania w grze, dodawano również bonusowe wyposażenie do gry Team Fortress 2. Osoby zamawiające w sieci sklepów Walmart lub za pośrednictwem strony Amazon.com otrzymywały również kod uprawniający do wzięcia udziału w wydarzeniu polegającym na poszukiwaniu skarbów.

### Wydania sklepowe
W Europie ukazała się unikatowa Edycja rozbitka, zawierająca miniartbook, dwustronną mapę Yamatai, płytę ze ścieżką dźwiękową, sakiewkę do przechowywania drobnych przedmiotów i unikatowy zestaw broni dostępnych w grze. Dostępne w Europie wydanie kolekcjonerskie zawierało te same przedmioty co Edycja rozbitka, zostało jednak wzbogacone o dwudziestocentymetrową figurkę Lary Croft. W Ameryce Północnej zawartość edycji kolekcjonerskiej podobna była do europejskiej, jednak artbook i sakiewka zastąpione zostały litografią i trzema odznakami do wprasowania.
Cyfrowa Edycja rozbitka, dostępna m.in. na platformie Steam, oferuje możliwość pobrania w formie cyfrowej tych samych przedmiotów, które dostępne są w wersji sklepowej (artbook, ścieżka dźwiękowa i mapa), zamiast sakiewki oferuje jednak dodatkowo cyfrową wersję komiksu, skórkę buntownika oraz trzy bronie do wykorzystania w grze Hitman: Rozgrzeszenie.
Dla posiadaczy konsoli Xbox 360 dostępne było limitowane wydanie, zawierające bezprzewodowy kontroler do konsoli oraz unikatową postać do rozgrywek wieloosobowych.

### Zawartość do pobrania
Na konferencji prasowej Microsoftu podczas targów E2 2012, Darrell Gallagher zapowiedział, że posiadacze konsoli Xbox 360 otrzymają wcześniejszy dostęp do dodatków DLC. 19 marca 2013 roku posiadacze konsoli Microsoftu otrzymali wcześniejszy dostęp do Jaskiń i klifów – zestawu trzech map do gry wieloosobowej. Dla osób korzystających z platform Steam i PlayStation Network dodatek stał się dostępny 24 kwietnia. 2 kwietnia na wszystkich trzech platformach pojawił się zestaw 1939, zawierający dwie nowe mapy do gry wieloosobowej. 25 kwietnia Square Enix udostępnił na Steam japońską wersję językową gry. 7 maja na wszystkich platformach zadebiutowało rozszerzenie Shipwrecked, oferujące kolejne dwie mapy do trybu gry wieloosobowej. Dodatkowo na Xbox Live pojawił się pakiet zawierający dodatkowe skórki dla postaci.

### Tomb Raider: Edycja ostateczna
28 stycznia (31 stycznia w Europie) 2014 roku gra ukazała się na konsolach Xbox One i PlayStation 4 wersja przeznaczona na konsole nowej generacji, opatrzona podtytułem Edycja ostateczna (ang. Definitive Edition) i stworzona została przez studio United Front Games, odpowiedzialne m.in. za Sleeping Dogs. Edycja ostateczna powstała na podstawie wersji pecetowej gry, wykorzystującej technologie niedostępne na konsolach poprzedniej generacji. Oferuje ona poprawioną oprawę wizualną, w tym m.in. realistyczną animację włosów, tekstury lepszej jakości i obsługę wysokich rozdzielczości. Dodatkowo standardowe wydanie zawiera również mapy do trybu wieloosobowego, które do wersji przeznaczonych na inne platformy wydane były w formie DLC.

## Odbiór

### Recenzje
Gra spotkała się z pozytywnym przyjęciem krytyków, z których większość zgodziła się, że stanowi ona solidny i spóźniony reboot serii. Magazyn „GamesMaster” wystawił grze ocenę 90% oraz wyróżnił znakiem jakości przyznawanym produkcjom, które otrzymały notę 90% lub wyższą. Redaktor magazynu chwalił przede wszystkim jakość oprawy wizualnej, długość i głębię rozgrywki oraz „spektakularną” trzecią część gry. Keza MacDonald z serwisu IGN również wypowiedziała się na temat gry niezwykle pozytywnie, twierdząc, że gra była ekscytująca i świetnie zaprojektowana. Produkcja otrzymała ocenę 9,1/10 – najwyższą, jaką serwis wystawił grze z serii od czasów pierwszego Tomb Raider z 1996 roku – opisując ją jako „niesamowitą”, a w podsumowaniu stwierdzając, że „oddała sprawiedliwość” zarówno postaci Croft, jak i serii. Ryan Taljonick z serwisu GamesRadar chwalił lokalizacje i otoczenie, twierdząc, że żaden obszar nie powiela wcześniejszych poziomów. Taljonick dodał również, że gra ma znakomite tempo, dzięki któremu żadna gra z gatunku nie może z nią konkurować. Recenzent uznał również rozwój postaci Lary za integralną część całego doświadczenia, jakie oferuje gra. Gra chwalona była również w australijskim programie telewizyjnym Good Game, gdzie obaj prowadzący przyznali jej ocenę 10/10, dzięki czemu stała się ósmą grą w siedmioletniej historii programu, której udało się to osiągnąć. Serwis Giant Bomb przyznał grze cztery punkty z pięciu.
Jednym z największych zarzutów wobec gry był dysonans pomiędzy emocjonalnym zacięciem fabuły a poczynaniami gracza. Justin Speer z GameTrailers zauważył, że chociaż scenariusz stara się przedstawić Larę jako delikatną i niechętną do zabijania, gracz jest zachęcany do likwidowania przeciwników przy użyciu brutalnych metod, takich jak np. wykańczanie czekanem, za co zyskuje więcej punktów doświadczenia. Według Speera takie paradoksalne podejście ostatecznie nie przysłużyło się grze i osłabiło postać do tego stopnia, że miał problem z identyfikowaniem się z nią. Keza MacDonald z IGN również zwróciła uwagę na ten aspekt gry w swojej recenzji, była jednak mniej krytyczna niż Speer, twierdząc, że zarówno Lara, jak i gracz musieli szybko zaakceptować zabijanie, żeby przeżyć. Matt Miller z „Game Informer” zauważył, że Tomb Raider oferuje graczowi kilka opcji radzenia sobie z walką, w tym możliwość całkowitego uniknięcia angażowania się w otwarty konflikt. Pochwalił również zachowania i rozmieszczenie przeciwników, którzy w jego odczuciu zachowywali się tak, jakby rzeczywiście mieli na wyspie określone zadania, a nie byli jedynie zbitką poligonów, których celem jest zabicie ich przez gracza w celu popchnięcia fabuły do przodu. Odnosząc się do rozwoju postaci, Taljonick z GamesRadar stwierdził, że bohaterowie drugoplanowi w porównaniu z Larą zostali potraktowani po macoszemu, opisując ich jako „dość ogólnych bohaterów, którzy może rzadko bywają irytujący, ale nie zapadają w pamięć”.
Podczas gdy wielu recenzentów chwaliło kampanię fabularną, tryb gry wieloosobowej spotkał się z bardzo chłodnym przyjęciem. Zarówno McDonald, jak i Speer oraz Miller opisali go jako słaby, twierdząc, że różnice pomiędzy pomysłami twórców a finalnym produktem nie pozwalają na czerpanie z niego radości.
Z pozytywnym przyjęciem spotkała się również Tomb Raider: Edycja ostateczna na konsole ósmej generacji. Według Matta Helgesona z „Game Informer” ulepszona grafika w rozdzielczości natywnej 1080p stanowiła miły dodatek do gry. Stwierdził, że w obu wersjach różnice są niewielkie, niemniej jednak wersja na konsolę PlayStation 4 działa płynniej. Jim Sterling z serwisu The Escapist był bardziej zachowawczy wobec Edycji ostatecznej – chociaż pochwalił poprawioną oprawę graficzną, stwierdził, że znikoma dodatkowa zawartość do kampanii fabularnej sprawia, że trudno polecić grę osobom, które grały już w oryginalną wersję. Matt Liebl z GameZone wystawił Edycji ostatecznej ocenę 9/10.

### Sprzedaż
W ciągu 48 godzin od momentu premiery sprzedano ponad milion egzemplarzy gry. W Wielkiej Brytanii Tomb Raider zadebiutował na pierwszym miejscu zestawień sprzedaży, stając się największą premierą 2013 roku, deklasując Aliens: Colonial Marines, jednak kilka miesięcy później została zdeklasowana przez Grand Theft Auto V. Gra ustanowiła również nowy rekord sprzedaży serii, dublując sprzedaż Legendy. Dodatkowo wersje przeznaczone na Xboksa 360 i PlayStation 3 ustanowiły nowy rekord najszybciej sprzedającej się części serii, pobijając dotychczasowego lidera, The Angel of Darkness. Gra znalazła się na szczycie zestawień również we Włoszech, Irlandii, Holandii, Norwegii, Stanach Zjednoczonych, Francji i w Polsce. W USA Tomb Raider był – z pominięciem dystrybucji cyfrowej – drugim, po BioShock Infinite, najlepiej sprzedającym się tytułem marca. W Japonii gra zadebiutowała na czwartym miejscu, rozchodząc się w 32,5 tys. kopii. W Polsce w tygodniu premiery Tomb Raider znalazł się na pierwszym miejscu najchętniej kupowanych gier w salonach EMPiK. 26 marca 2013 roku Square Enix poinformowało, że na całym świecie sprzedano 3,4 mln egzemplarzy gry, nie udało się jednak osiągnąć przewidywanej sprzedaży w grupach docelowych. Pomimo tego 29 marca Crystal Dynamics wzięło w obronę sprzedaż Tomb Raider, stwierdzając, że był to „najbardziej owocny start” jakiejkolwiek gry 2013 roku, dodatkowo ustanawiający najwyższy poziom sprzedaży jakiejkolwiek części serii. 22 sierpnia 2013 roku główny projektant gry, Darrell Gallagher, ogłosił na ramach Gamasutry, że gra rozeszła się w ponad 4 milionach egzemplarzy. 17 stycznia 2014 roku producent wykonawczy Scot Amos podał do informacji publicznej, że gra zwróciła koszty produkcji i zaczęła przynosić dochody. 3 lutego 2014 roku reedycja na szczycie zestawień sprzedaży w Wielkiej Brytanii zadebiutowała reedycja gry, Tomb Raider: Edycja ostateczna. Do 4 czerwca 2014 roku sprzedano 6,5 miliona egzemplarzy gry, zaś do końca listopada 2017 ponad 11 milionów kopii gry, co uczyniło ją najlepiej sprzedającą się odsłoną w historii serii.

### Kontrowersje
Podczas wywiadu z serwisem Kotaku, producent wykonawczy Ron Rosenberg zdradził, że w trakcie gry Lara „zostaje uwięziona przez szabrowników z wyspy. Próbują ją zgwałcić i... Dosłownie czuje się jak zaszczute zwierzę. To ważny moment dla rozwoju jej postaci: zostaje zmuszona do walki, inaczej zginie”. Informacje o „próbie gwałtu” w niedługim czasie stały się przyczyną kontrowersji. Niedługo później kierownik studia, Darrell Gallagher, zaprzeczył sugestiom o „próbie gwałtu”, stwierdzając, że ten jeden z „kluczowych dla rozwoju postaci momentów w kontekście materiału, który pokazaliśmy błędnie nazwany został »próbą gwałtu«”, podczas gdy „Lara zmuszona jest do zabicia człowieka po raz pierwszy w życiu. W tej konkretnej scenie, w której wyczuwalne jest zagrożenie, mogącej mieć dramatyczne zakończenie, nigdy nie chodziło o nic więcej ponad to, co pokazaliśmy publicznie. Napaść na tle seksualnym nie jest elementem, który zamierzamy zawrzeć w grze”.
Reżyser gry, Noah Hughes, w późniejszym czasie dodatkowo wyjaśnił: „chcieliśmy stworzyć emocjonującą scenę, która pozwoli graczowi spojrzeć na wydarzenia z punktu widzenia Lary. Chcieliśmy, żebyście zostali w to wciągnięci, sprawić, żebyście się przejęli, chcieliśmy, żebyście znaleźli się w skórze Lary i przeżywali tę chwilę równie mocno jak ona, a nie jako osoba patrząca na te wydarzenia z dystansu”.
Scenarzystka Rhianna Pratchett wyjaśniła, że w scenie chodzi o pokazanie reakcji Lary, a nie o działania jej napastnika. Pratchett wyraziła się krytycznie o zwiastunie gry, w którym fragmenty rzeczonej sceny zmontowano tak, że skupiały się na samym ataku, a nie na reakcji Lary i tym, co stało się później. Według niej, ujęcia zostały wyjęte z kontekstu, przez co nabrały zupełnie innego znaczenia, niż pierwotnie planowano. Wyraziła również rozczarowanie, że Lara jako żeńska protagonistka została uznana za ofiarę napaści na tle seksualnym.
W finałowej wersji gry niepowodzenie podczas powiązanego z rzeczoną sceną quick-time event nie skutkuje zgwałceniem Lary, jak sugerowały media, lecz uduszeniem jej przez napastnika.

## Obsada
| Postać                   | Głos w wersji polskiej | Głos w wersji angielskiej | Głos w wersji japońskiej |
| ------------------------ | ---------------------- | ------------------------- | ------------------------ |
| Lara Croft               | Karolina Gorczyca      | Camilla Luddington        | Yūko Kaida               |
| Conrad Roth              | Grzegorz Pawlak        | Robin Atkin Downes        | Hideyuki Tanaka          |
| James Whitman            | Jacek Kopczyński       | Cooper Thornton           | Bin Shimada              |
| Mathias                  | Zbigniew Konopka       | Robert Craighead          | Ryūzaburō Ōtomo          |
| Samantha „Sam” Nishimura | Klementyna Umer        | Arden Cho / Chieko Hidaka | Asami Imai               |
| Alex Weiss               | Karol Wróblewski       | Andy Hoff                 | Daichi Endō              |
| Jonah Maiava             | Jakub Wieczorek        | Earl Baylon               | Yoshihiro Kanemitsu      |
| Joslin Reyes             | Monika Kwiatkowska     | Tanya Alexander           | Yōko Soumi               |
| Angus „Grim” Grimaldi    | Jan Kulczycki          | James Walsh               | Naoki Tatsuta            |
| Naukowiec Osi            | Waldemar Barwiński     | Robin Atkin Downes        |                          |
| Więzień                  | Waldemar Barwiński     | Robin Atkin Downes        |                          |
| Członek załogi           | Grzegorz Kwiecień      | Andy Hoff                 |                          |
| Stephanie                |                        | Arden Cho                 |                          |
| Himiko                   | Arden Cho              | Arden Cho                 |                          |
| Pilot                    | Jakub Kamieński        | Cooper Thornton           |                          |
| Nikołaj                  | Jacek Król             | Vladimir Kulich           |                          |
| Oni                      | Daisuke Suzuki         | Daisuke Suzuki            |                          |
| Japoński żołnierz        | Waldemar Barwiński     | Daisuke Suzuki            |                          |
| Generał                  | Andrzej Chudy          | Daisuke Suzuki            |                          |
| Ambasador                | Maciej Wyczański       | Cary Y. Mizobe            |                          |

### Polska wersja językowa
Tomb Raider był pierwszą grą z serii, do której opracowano pełną polską wersję językową – poprzednie odsłony wydane zostały w wersji oryginalnej bądź kinowej. Za tłumaczenie gry odpowiada firma QLOC, z kolei dubbing nagrano w studiu PRL. Głosu głównej bohaterce udzieliła Karolina Gorczyca. Lokalizacja została bardzo dobrze przyjęta przez polskich graczy. W plebiscycie Gra Roku 2013, organizowanym przez serwis Gry-Online, Tomb Raider wygrał w kategorii „Najlepszy polski dubbing”.

## Kontynuacja
Podczas konwentu San Diego Comic-Con 2013 ogłoszono, że scenarzysta komiksowy Gail Simone będzie kontynuował prace nad historią rebootu za pośrednictwem komiksu wydawanego nakładem Dark Horse Comics, który to komiks będzie wstępem do następnej części gry. Na początku sierpnia 2013 roku jeden z wysokich przedstawicieli Square Enix potwierdził, że kontynuacja Tomb Raider powstanie na nieokreślone jeszcze konsole nowej generacji. W tym samym roku Brian Horton, dyrektor artystyczny w Crystal Dynamis, zapowiedział, że kontynuacja opowie „następny rozdział rozwoju postaci Lary. Jej życie się zmienia, nie może już wrócić do tego, kim była dawniej”.
9 czerwca 2014 roku podczas targów E3 zaprezentowany został pierwszy filmowy zwiastun kontynuacji, zatytułowanej Rise of the Tomb Raider. Jej premiera zapowiedziana została na 10 listopada 2015 roku.